# Municipio de Santiago Nuyoó

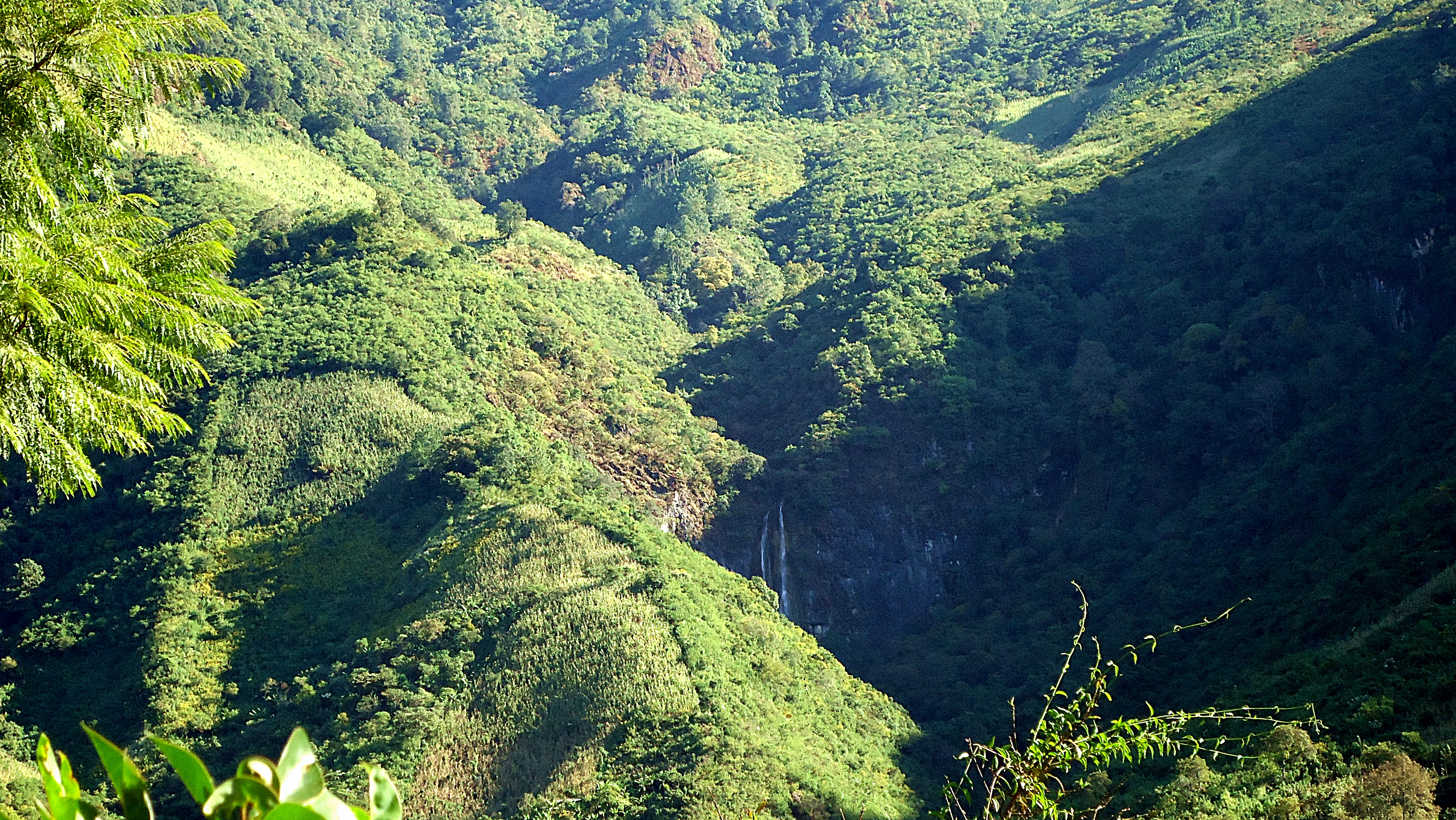
Primer cerro de Santiago Nuyoo

El municipio de Santiago Nuyoó es un municipio mexicano del estado de Oaxaca ubicado en la región de la Mixteca perteneciente al distrito de Tlaxiaco. Su cabecera es la localidad de Santiago Nuyoó.

## Etimología
Nuyoo deriva del idioma mixteco y que dentro de las investigaciones nos da varias vertientes, por ejemplo Nuu= Cara, Yoo= Luna, en conjunto sería "Cara de Luna", se escribe Nuyoo por la castellanización nombre que recibió a lo largo del tiempo con las generaciones mestizas. Algunos señalan que significa Nuu= bajar, Yoo= mes,"bajar cada mes", haciendo referencia que era una ruta comercial que conectaba a la costa con la mixteca cuyo recorrido se hacía cada mes, el significado más aceptable en la actualidad es Nuu= Lugar, No'yo= ciénaga, que significa "lugar cienagoso", ya que la población está asentada sobre una ciénaga.

## Departamentos
El municipio cuenta con 7 departamentos, de los cuales 2 son agencias. Comenzando con San José Yucunino de Guerrero El más grande en superficie y segundo en población, cuenta con diferentes vegetaciones y presume de ser la comunidad con más agua. A pesar de ser una agencia, no tiene muchos servicios, y tiene un nivel de vida muy bajo, sin embargo su gente emprendedora hace todo lo posible por sacar a su tierra adelante. También es la elevación más alta de la comunidad, no en balde su nombre significa ""Cerro alto de guerrero"".
Yucubey de Cuitlahuac: Es una comunidad hermana de Yucunino, se separaron cuando se formaron todos las poblaciones actuales, es la más pequeña de todas tanto en superficie como en población y es también la que tiene un nivel muy bajo de vida.
Loma Bonita De Juárez es una comunidad diferente a todas las otras de Santiago Nuyoo, debido a que no tiene terrenos planos de gran extensión, cuenta con preescolar y con primaria, aunque esta última no llegue a sexto grado, todo esto debido a su poca población, la cual es poca por el caso del terreno en el que se asienta. 
Tierra Azul es la segunda comunidad más pequeña, y más árida de todo Nuyoo, cuenta con animales de tierra caliente como iguanas o serpientes de cascabel.
Plan de Zaragoza Es una de las comunidades más fértiles del municipio, y es la cuarta más grande, cuenta con casi todos las necesidades básicas para vivir.
Unión y Progreso La tercera comunidad más extensa, la segunda más desarrollada, incluso tiene Internet público.
""Santiago Nuyoo"" la cabecera municipal, con escolaridad hasta bachillerato.

## San Pedro Yosotátu
San Pedro Yosotátu era en un tiempo la única agencia de policía del municipio de Santiago Nuyoo, era considerada la segunda población más grande, pero se separó porque nunca recibió apoyo de su municipio Santiago Nuyoo. Ni aun cuando le invadieron su Ejido que fue la población de Zimatlan y Nopalera,  Hasta la fecha, siguen los problemas de ejidos, y eso ha generado muchas muertes. 
Hace mucho tiempo en Santiago Nuyoo, los habitantes de Yucunino y la cabecera municipal se encontraban en una fuerte lucha contra Santa María Yucihíti por cuestiones de terreno. Cuentan los Habitantes que en la pelea, toda la población santiaguina bajaba a la iglesia del pueblo de Nuyoo, debido a que realizaban la procesión de Santiago Apóstol, Los ciudadanos de Santa María habían subido a Pueblo Viejo (Yucuíti) para disparar, pero el santo patrono los ayudó. Mientras bajaban pocas personas, (tal vez 50, tal vez 40) los demás veían a decenas de hombres con caballos y armas, ese es el milagro que Santiago les ha concedido. La lucha fue porque los de Nuuyoo son gente de Mixtepec que huyeron por guerra también, llegaron a posesionar la tierra de Yucuhiti, cuando llegaron pidieron a las autoridades de Yucuhiti, estar por un mes y un mes en el dialecto mixteco significa (yoo) transcurrido el mes nunca se fueron, se quedaron y sacaron sus armas, en aquel entonces yucuhiti, no contaba con suficiente población para defender sus tierras, ni tenía experiencias de defender sus terrenos, no acudieron a ninguna instancia tampoco, por lo tanto el pueblo de Nuuyoo se posesionó desde entonces y ahí se quedaron.

## Sismo de  1999
La mañana del 30 de septiembre de 1999 un sismo con una magnitud de 7,4 grados en la escala de Richter sacudió a la ciudad de Puerto escondido, afectando a todo el estado oaxaqueño, en Yucunino se cayeron árboles y piedras, que llegaron hasta Yucubey. La presidencia municipal y la secundaria federal sufrieron cortaduras, pero ninguna víctima se reportó, no hubo desalojos ni daños que lamentar.